# Himacerus apterus
Himacerus apterus är en insektsart som först beskrevs av Fabricius 1798.  Himacerus apterus ingår i släktet Himacerus och familjen fältrovskinnbaggar. Inga underarter finns listade i Catalogue of Life.